# Barløse Sogn
Barløse Sogn ist eine Kirchspielsgemeinde (dän.: Sogn)
auf der Insel Fyn (dt.: Fünen)
im südlichen Dänemark. Bis 1970 gehörte sie zur Harde Båg Herred im damaligen Odense Amt, danach zur Assens Kommune im
Fyns Amt, die im Zuge der  Kommunalreform zum 1. Januar 2007 in der
„neuen“
Assens Kommune in der Region Syddanmark aufgegangen ist.
Im Kirchspiel leben 476 Einwohner (Stand: 1. Januar 2023).
Im Kirchspiel liegt die Kirche „Barløse Kirke“.
Nachbargemeinden sind im Norden Kerte Sogn, im Osten Ørsted Sogn, im Südosten Vedtofte Sogn, im Süden Turup Sogn, im Südwesten Holevad Sogn und im Nordwesten Sandager Sogn.